# Водоп'янчук Андрій Вікторович
Андрій Вікторович Водоп'янчук — старший сержант Збройних Сил України, учасник російсько-української війни, який відзначився у ході російського вторгнення в Україну. Герой України (2023).

## Життєпис
2013 року закінчив навчання в Центрі професійно-технічної освіти м. Житомира за професією «Електрогазозварник. Водій автотранспортних засобів, категорії В, С», отримав диплом з відзнакою.
З 2014 року став на захист нашої Батьківщини. У День високомобільних десантних військ, 2 серпня 2016 року, президент України Петро Порошенко у Житомирі вручив військовослужбовцям високі державні нагороди. Андрій Водоп'янчук отримав орден «За мужність» ІІІ ступеня.
Під час російського вторгнення в Україну в 2022 році — командир десантно-штурмового взводу 95-ї окремої десантно-штурмової бригади.
Брав участь деокупації Олександрівки, Коровійого Яру, Шандриголового на Донеччині. Неодноразово проявляв себе під час оборони населених пунктів на Харківщині та Донеччині — керував особовим складом штурмових загонів, знищував техніку та живу силу ворога, надавав домедичну допомогу побратимам. У жовтні 2022 року під час ближнього бою та обстрілу з танка зазнав важкого поранення, але вже в січні 2023-го повернувся на службу та взяв на себе навчання й злагодження молодих бійців. Згодом брав активну участь у відбитті наступу в Серебрянському лісі (Луганська область).

## Нагороди
- Звання Герой України з врученням ордена «Золота Зірка» (20 листопада 2023) — за особисту мужність і героїзм, виявлені у захисті державного суверенітету та територіальної цілісності України, самовіддане служіння Українському народові[4].
- Орден «За мужність» III ступеня (20.06.2016) — за особисту мужність і високий професіоналізм, виявлені у захисті державного суверенітету та територіальної цілісності України, вірність військовій присязі[2].